# Az Úr sötét anyagai
Az Úr sötét anyagai (His Dark Materials) Philip Pullman angol író három megjelent és további két tervezett regényből álló fantasysorozata. Pullman 1995-ben kezdte írni a sorozatot, melynek első részét, a Északi fény című kötetet 1995-ban adták ki.

## Cím
A trilógia eredetileg tervezett címe The Golden Compasses volt, amely John Milton Elveszett paradicsom című művéből ered, és a „compasses” (iránytűk) angol szó másik jelentésére, a körzőre utal.

## Cselekmény

### Északi fény
|  | Alább a cselekmény részletei következnek! |

A történet azzal indul, hogy Lyra Belacqua – egy tizenegy éves, árva kislány, az oxfordi Jordan Kollégium lakója – besurran a kollégium ejtőzőszobájába, daimónja, Pantalaimon (lelke testen kívüli, állat formájú megtestesülése) tiltakozása ellenére. A szobában elbújva meglátják, amint a kollégium mestere titkon valamilyen port szór a Lyra nagybátyjának, Lord Asrielnek szánt tokajiba. Lyra elárulja ezt (az egyszerre félt és csodált) Lord Asrielnek, aki aztán "véletlenül" feldönti az italt. Lord Asriel azért jött, hogy a kollégium tudósainak egy speciális eljárással készült képet mutasson, amely rejtélyes elemi részecskéket, úgynevezett port ábrázol. A Por a messzi északon, az aurora borealis, a sarki fény vidékén van nagy mennyiségben, és a felnőtteket látványos aurával veszi körül, míg gyerekek körül nem látható a Por. A szenvedélyes tudós nagybácsi pénzt kér a Kollégiumtól e rendkívüli jelenség tanulmányozására, és bár a Mester nagyon eltökélt, hogy nem ad, Lord Asriel mégis kicsikarja, és azonnal északra utazik. Lyra élete pedig visszatér a normális kerékvágásba: csatangolás a gyiptus gyerekekkel a kikötőben, vagy Rogerrel, a konyhai személyzet egy belevaló ivadékával a kollégiumi épületek tetőin, vagy – ha izgalmasabb nem akad – beszélgetés valamelyik tudóssal, akik mind szakterületük tekintélyes és független kutatói.
Amikor egy új városi pletyka alanyai, az Átkosok elrabolják barátját, Rogert, Lyra megfogadja, hogy megmenti őt. Erre hamarosan alkalom kínálkozik, hiszen egy befolyásos hölgy, Mrs. Marisa Coulter felajánlja, hogy elviszi Lyrát a Jordan Kollégiumból, és tanonc-asszisztensévé fogadja. Lyra szinte "beleszeret" az elbűvölő, csodálatosan szép és okos nőbe, boldogan fogadja el az ajánlatot, és azonnal indulni kész. Távozása előtt a kollégium Mestere titokban magához hívatja. Szomorúan, mint aki tudja, mi lesz a vége, veszi tudomásul Lyra rajongását Mrs. Coulter iránt, de nem is akarja megóvni tőle. Egy nagy értékű tárgyat bíz rá: egy aletiométert, igazságmérőt. Az eszköz, mely egy arany iránytűhöz hasonlít, képes felfedni a választ bármilyen kérdésre használója előtt. Habár Lyra még nem képes olvasni a műszer válaszaiból, titokban magával viszi, amikor Mrs. Coulterhez megy. A hölgy később akkor válik gyanússá, amikor daimónja, egy aranyszőrű selyemmajom Lyra szobájában az aletiométer után kutat.
Egy Mrs. Coulter által tartott összejövetelen Lyra megtudja, hogy Mrs. Coulter az Áldozárok Testülete nevű szervezet vezetője, amely azonos az "Átkosokkal", a gyermekrablások elkövetőivel. A felfedezés után Lyra kihasználja a parti nyüzsgését, és észrevétlenül megszökik.
Szökése után a nagyhatalmú Mrs. Coulter országszerte keresteti. Már majdnem elkapják, amikor az oxfordi kikötőből jól ismert gyiptusok – egy nomád, hajós nép – mentik meg, akiktől Lyra megtudja, hogy a szülei valójában Lord Asriel és Mrs. Coulter. Valamint arról is tudomást szerez, hogy sok Roger korabeli gyermek tűnt el gyiptus családokból is, ezért e büszke, szabad nép tanácskozásra sereglik össze, hogy egy északnak irányuló expedíciót szervezzen, hogy megmentsék az eltűnt gyermekeket. A gyiptusokkal töltött idő alatt Lyra önerőből megtanulja használni az aletiométert.
Lyra csatlakozik az északra induló expedícióhoz, és útközben rájön, hogy az Átkosok által elrabolt gyerekektől kísérleti céllal elvágják a daimónjukat. Nem sokkal ezután a csapatot megtámadják, Lyrát pedig elrabolják, és a Bolvangari kísérleti állomásra viszik.
Odabent Lyra rátalál Rogerre, és tervet eszel ki a szökésre. Időközben újra találkozik Mrs. Coulterrel, aki megpróbálja megszerezni tőle az aletiométert. Miután ismételten kiszabadul a nő karmai közül, Lyra kivezeti a többi gyermeket az állomásról. Lee Scoresby (egy aeronauta, a gyiptusok szövetségese) menti meg őt hőlégballonjával. Velük tart Roger, és egy páncélos jegesmedve, Iorek Byrnison, aki a páncélos medvék száműzött hercege.
Miután megtalálta Rogert, Lyra el akarja juttatni az aletiométert Lord Asrielnek, aki Svalbardon, a jegesmedvék földjén raboskodik az egyház haragját kiváltó, Porral kapcsolatos kísérletei miatt. Svalbard felé tartva szirti rémek támadnak hőlégballonjukra; Lyra kirepül a kosárból, de biztonságban ér földet, ahol páncélos medvék fogják el. Lyra sikeresen kijátssza trónbitorló királyukat, Iofur Raknisont, lehetővé téve, hogy Iorek Byrnison megküzdhessen jogos trónjáért. Ezek után Lord Asrielhez utazik Iorek és Roger kíséretében.
Raboskodása ellenére Lord Asriel akkora befolyással bír, hogy összegyűjti a Porral kapcsolatos kísérletéhez szükséges felszerelést. Miután elmagyarázza Lyrának, hogy a Por egy másik világból sugárzik át, valamint hogy léteznek párhuzamos világok, Lord Asriel elviszi Rogert, és Lyra minden igyekezete ellenére elválasztja daimónjától a fiút, ezzel megölve őt. Mindez hatalmas energiát szabadít fel, ami Lord Asriel kísérletei folytán átjárót nyit egy párhuzamos világba. Lord Asriel átlép az új világba, Lyra pedig követi őt Pantalaimon tanácsára. Ezzel zárul az első könyv, a történet innen folytatódik A titokzatos kés című kötetben.
|  | Itt a vége a cselekmény részletezésének! |

### A titokzatos kés
|  | Alább a cselekmény részletei következnek! |

A titokzatos kés kezdetben Will Parry történetét követi, egy tizenkét éves fiúét, aki két idegen ember elől menekül, mert az idegenek a fiú elveszett kutató-apja által írt leveleket keresik, amik anyja tárcájában vannak. A fiú a zongoratanárnőjénél hagyja anyját és visszatér házukba, ahol megtalálja a két idegent, és véletlenül megöli az egyiket. Félelmétől tartva, hogy gyilkos lett, kénytelen elhagyni a házat. Az úton meglát egy macskát, aki az út közepén csak úgy eltűnik, így Will utánamegy, és egy másik világba érkezik.
Cittagàzze városában tálalja magát, egy másik világban lévő városban, kinek lakói felfedezték az utat más világokba, de hanyagul használták a technológiát, ezért lélek-szívó Fantomok özönlötték el ezt a világot. Itt Will találkozik Aranyszájú Lyrával, aki ugyanide érkezett az aurorán keresztül az Északi fény c. könyvben.
Csapatot alkotnak, visszautaznak Will világába, ahol Lyra még többet szeretne megfejteni a Por természetéről az Oxfordi Egyetemen Dr. Mary Malonetól. Eközben Will számára világossá válik, hogy apja azért tűnt el, mert ő is felfedezett egy átjárót a két világ között Alaszkában. Lyrát és Willt rendőrök igazoltatják. Lyra megpróbálja tagadni a vádakat, de véletlenül felfedi azokat, ezért a rendőrök őrizetbe veszik. Hála Dr. Malone gyors gondolkodásának, sikerül megszöknie.
A nyomorgó Lyrát „megmenti” Sir Charles Lastrom, aki visszakíséri Lyrát a portál közelébe. Amikor Lyra visszatér Cittagàzze városába, észreveszi, hogy Latrom ellopta az aletiométert. Willel Latrom házába indulnak.
Sir Charles tagadja a vádat, hogy ő lopta el az aletiométert, szerinte az az ő tulajdona. De visszaszolgáltatja nekik, ha ők elhoznak egy kést Cittagàzzéból, amit ő nem tudna megtenni a Fantomok miatt.
Visszatérnek Cittaggàzze világába és megkeresik azt az embert, aki át tud vágni más világokon, és bejutni oda. Megtudják, hogy tőle ellopta egy kölyök, de ő nem tudja használni. Harcban Will elveszti két ujját, de megszerzik a kést. A csavargó kifut a toronyból, de Fantomok veszik körbe és kiszívják a lelkét. Az előző hordozó, Giocomo Paradisi megtanítja Willnek, hogyan használja a kést, majd elállítja a vérzését. Figyelmezteti őket, hogy ne adják oda Latromnak. Will és Lyra a Titokzatos Kés segítségével Latrom házába jutnak, ahol Lyra anyja, Mrs. Coulter is tartózkodik. Lyra felismeri Latrom igazi énjét, ő Lord Boreal Lyra világából. Sikeresen visszalopják az aletiométert és visszatérnek Cittagàzzéba.
A tolvajt, aki a kést ellopta Giocomótól, a Fantomok megölték. A tolvaj öccse és húga valamint néhány gyerek bosszút esküsznek Lyra és Will ellen; őket menti meg Serafina Pekkala és a táborukhoz viszi őket, ahol a boszorkányok is megpróbálják begyógyítani Will sebét, amit a kés okozott, de az nem sikerül. Will a vérveszteség miatt egyre gyengébb lesz.
Eközben Lee Scoresby azon van, hogy nyomára akadjon Stanislaus Grummannek. Scoresby hiszi, hogy Grumann felfedi Asriel terveit és segít Lyrának. A hosszú út végén Lee találkozik Stanislausszal, aki megkéri, vigye az aurorán át Cittagazzéba, ezért Grumman elmeséli a Kés hordozójának történetét. Lee meghal, hisz azon van, hogy Grummant megvédje a Magisztériumtól. Mielőtt meghalna, hívja Serafinát, hogy segítsen.
Mrs. Coulter és csapata elfog egy boszorkányt és kifaggatja. A boszorkány természetesen elmondja a mesét a gyermekről, miszerint ő lesz a következő Éva. Mrs. Coulter haderőt gyűjt és a Fantomok is csatlakoznak hozzá.
Will, a még mindig vérző kezével találkozik Stanislaus Grummannel, aki meggyógyítja a kezét és elmondja, hogy a kést el kell vinnie Lord Asrielhez, aki ki akarja hívni a Fensőbbséget. Aztán egy boszorkány megöli, mert a boszorkány szerette Stanislaust, de Grumman a boszorkányt nem. Kiderül, hogy Stanislaus egyben John Parry, Will édesapja. Willért két angyal jön el, hogy elvigyék a fiút Asrielhez. Lyra eltűnik, de az aletiométert nem kaparintják meg.
|  | Itt a vége a cselekmény részletezésének! |

### A borostyán látcső
|  | Alább a cselekmény részletei következnek! |

Lyrát, az anyja Mrs. Coulter rabolja el és viszi a Himalájába, a saját világukba, ahol álomban tartja őt. Lyra, miközben alszik, azt álmodja, hogy a Halottak világában van és Rogerrel beszélget, és megígéri neki, elmegy érte.
Cittagazzéban két angyal, Baruch és Balthamosz elmondja, hogy Willnek el kell vinnie a kést Lord Asrielhez. Will visszautasítja ezt addig, amíg meg nem mentik Lyrát. Willt és a két angyalt megtámadja Metatron arkangyal, a Felsőbbség Régense. Will egy másik világba ajtót metsz a meneküléshez.
Lord Asriel egy kis csapatot küld Lyra barlangjához, az egyházi zeppelinek ellen. Küld még két epetőr kémet, Tialys lovagot és Lady Salmakiát, hogy megvédjék Lyrát. Az epetőrök is emberek, de csak négy hüvelyk magasak.
Mary Malone, aki szintúgy, mint Will a cittagazze-i világba lépett, most egy másik nyíláson keresztül egy különös világban lyukad ki. Egy elefántokhoz hasonló lénycsoportot fedez fel, akik mulefáknak hívják magukat és kör alakú terméstokokat használnak utazásra kerékként. Ezeknek a lényeknek komplett kultúrájuk van és saját nyelvük. Maryt, aki bőszen tanulja nyelvüket, befogadják. Itt megtudja, hogy a terméstokokat a fákról szedik, de 300 éve hanyatlásnak indult a termés. Mary, hogy megértse a problémát, egy látcsövet készít, melyet olajjal vonnak be, ettől lesz borostyán színű, s ezzel látja a Port (vagy ahogy a mulefák nevezik, a srafot). Észreveszi, hogy a Por már nem közvetlenül a fákra száll, ezért nem is porozza be őket, s ezért indult hanyatlásnak a mulefák társadalma.
Will találkozik Iorek Byrnisonnal (és a medvékkel), a páncélos medvék királyával, akik Északról jönnek, mert Asriel kapuja miatt olvad a sarki jég. Az emberek nem engedik át őket, ezért harcolnak. Will kihívja Ioreket, és ha ő nyer, akkor mindkét fél abbahagyja a csatát. Mivel Will páncél nélkül van, Iorek felkínálja neki a sisakját. Will a késsel egy jó darabot lemetsz belőle, így Iorek látván a kés erejét, feladja a küzdelmet. Ezután Iorek beleegyezik abba, hogy segít Willnek megmenteni Lyrát. Elindulnak a fagyos Himalája felé.
A három erő – Willék, Asriel csapata és az egyház serege Mrs. Coulter barlangjánál csap össze. Will világokon át metszve felébreszti Lyrát, de mikor elmenekülne, Mrs. Coulter a szemébe néz, Will pedig az anyjára gondol, és a kés darabokra törik, mert habár mindent átvág, egy dolgot nem képes metszeni – a szeretetet. A félig megnyitott ablakon Will, Lyra és az epetőrök menekülnek egy másik világba.
Lord Asriel követsége rabul ejti Mrs. Coultert, és Asriel támaszpontjára indulnak. Mrs Coulter mindennel kapcsolatban beszámol, főleg a Egyházi Törvényszék gondolkodásmódjáról. A támadók, kik a Fennhatóság ellen indulnak, nem elpusztítani, hanem meghagyni akarják a Port, míg az Egyház megpróbál minden jót kiszívni az életükből, bűnnek nyilvánítva azt. Lyrát is azért akarták megölni, mert a boszorkányok jóslatai szerint egy újabb eredendő bűn létrehozója lesz.
Iorek megjavítja a kést. Will, Lyra és az epetőrök belépnek a halottak világába, és hátrahagyják daimónjaikat (mely nagy fájdalommal jár). Will végre megérti: neki is van daimónja, és neki is fáj a szíve, csakúgy, mint Lyrának. A szellemek lakhelyére a görög mitológiában is megtalálható idős csónakos viszi át őket (neve nincs említve, de valószínűleg Charon). Lyra megtalálja Rogert a szellemek soraiban. Will és az epetőrök úgy döntenek, ideje kiszabadítani a szellemeket, ezért a halottak földjének legmagasabban található pontján Will újra metsz. S ahogy a szellemek kilépnek, találkozni fognak daimónjaikkal, s örökre a semmit és a mindent fogják alkotni.
Asriel és Marisa (Coulter) beszélgetnek. Nem minden bűn az, mit az Egyház rossznak ítél. Ahogy az angyalok mondják: a bűn nem több, mint az élvezet. Ezért dúl a harc, nem kisebb dologért, mint a szabad akaratért. Ha az Egyház elpusztítja a Port, úgy a szabad akarat végleg elveszik, és minden világban a Fennhatóság lesz az úr.
Elkezdődik a végső csata. John Parry és Mr. Scoresby elhagyják a halottak világát a többi szellemmel és csatlakoznak Asriel seregéhez, hogy megöljék a Fantomokat.
Mrs. Coulter belép a Felhős Oromba, ahol manipulálja Metatront, a Régenst, hogy elárulja Asrielt. Ez teljesen ugyanaz a helyzet, amikor Lyra Iofur Raknisont csapja be, Iorek riválisát a medvék királyi címének megszerzése ürügyén. Az anyja ugyanígy zavarja össze Metatront. Asriel a megfelelő pillanatban ráveti magát Metatronra, de amikor Metatron följebb kerekedik, Marisa ráugrik Metatronra, és hárman zuhannak a végtelenbe.
Will és Lyra a mulefák világába lépnek, de mielőtt végleg bezárnák a nyílást, megragadják daimónjaikat.
Lyra és Will daimónja visszatérnek gazdájukhoz, miután meglátogatta őket Serafina Pekkala (és Will daimónját Kirjavának nevezte el). Serafina elmondja, hogy minden nyílást be kell zárni, mert a semmiből szivárog a Por, és minden alkalommal, mikor új nyílást nyitnak meg, egy Fantom jön létre. Így tehát a kést is el kell pusztítani. Egy ablakot szabadon hagynak, mely a halottak és az élők világát köti össze. Will és Lyra szerelmesek lesznek egymásba, de nem élhetnek ugyanazon világban (mert ha az ember nem ugyanabban a világban él, amelyben született, akkor rövid időn belül megbetegszik), nehezen lépnek túl rajta, hiszen imádják egymást, és csak annyit tehetnek, hogy minden év Szent Iván éjjelén elmennek a saját Oxfordjuk botanikus kertjébe, Lyra kedvenc rejtekhelyére, hogy egy kicsivel is próbáljanak közel kerülni egymáshoz, hiszen soha többé nem láthatják egymást, csak haláluk után egyesülhetnek atomjaik. Lyra visszatér a Jordan Kollégiumba, ahol már sok-sok éve lakik. Mivel már nem tud olvasni az aletiométerről, úgy határoznak Pannal, hogy egy ilyen iskolában tanulnak tovább. Ő és Pan követni fogják John Parry utasítását, miszerint a Mennyei Köztársaságot csak „otthon” lehet felépíteni. Will Maryvel visszatér a saját világába, és Mary úgy érzi, hogy Will lesz az a barátja, aki mindent meg fog érteni.
|  | Itt a vége a cselekmény részletezésének! |

## Magyarul
- Északi fény; ford. Borbás Mária; Magyar Könyvklub, Bp., 1997
- Az arany iránytű. Északi fény trilógia 1.; ford. Borbás Mária; Ciceró, Bp., 2017
- A titokzatos kés; ford. Borbás Mária; Magyar Könyvklub, Bp., 2002
- A borostyán látcső; ford. N. Kiss Zsuzsa; Magyar Könyvklub, Bp., 2003

## Elismerések
Az Északi fény 1995-ben elnyerte a Carnegie Medal díjat, 2007-ben pedig a Carnegie Medal bírálóbizottsága az elmúlt 70 év tíz legfontosabb ifjúsági regénye közé választotta. A brit The Observer lap minden idők 100 legjobb regénye közt tartja számon.

## Filmadaptáció
A New Line Cinema 2007. december 5-én mutatta be a könyv alapján készült filmet, Az arany iránytű címmel, Daniel Craig és Nicole Kidman főszereplésével. A mozifilm 180 millió dolláros költségvetéssel készült, Chris Weitz rendezésében. A főszereplő Lyrát Dakota Blue Richards alakítja, mely egyben filmes debütálása is. A film nem volt sikeres, ezért folytatások nem készültek hozzá.

## Televíziós sorozat
A tűz és jég dala népszerűségének növekedése a BBC angol tv-csatorna sorozatkészítési jogainak 2015-ös bejelentéséhez vezetett.

## Fordítás
- Ez a szócikk részben vagy egészben  a   His Dark Materials című angol Wikipédia-szócikk fordításán alapul.  Az eredeti cikk szerkesztőit annak laptörténete sorolja fel. Ez a jelzés csupán a megfogalmazás eredetét és a szerzői jogokat jelzi, nem szolgál a cikkben szereplő információk forrásmegjelöléseként.